# موسین–ناگانت
موسین–ناگانت (به روسی: винтовка Мосина) نوعی تفنگ جنگی روسی ساخت ایژماش بود که در سال ۱۸۹۱ طراحی و تولید شد در جنگ جهانی اول و جنگ جهانی دوم استفاده شده‌است. از این نوع اسلحه مدل‌های مختلفی ساخته شده‌است. تک‌تیرانداز موسین ناگانت نیز ساخته شده‌است. در هر یک از خشاب‌های این اسلحه ۵ تیر وجود دارد و هر یک از این گلوله‌ها، کالیبر ۷٫۶۲x۵۴ م‌م دارد. تک‌تیراندازهای حرفه ای شوروی از جمله واسیلی زایتسف در نبرد استالینگراد از این سلاح استفاده می‌کردند. این تفنگ، تفنگ سازمانی ارتش سرخ اتحاد جماهیر شوروی بود تا اینکه در سال ۱۹۴۷ (میلادی) سلاح کلاشنیکف جایگزین این سلاح شد. حتی بعد از منحل شدن اتحاد جماهیر شوروی، هنوز سلاح کلاشینکف به عنوان تفنگ سازمانی روسیه به کار گرفته می‌شود.